# 寶島宿柱薹
寶島宿柱薹（学名：Carex formosensis）为莎草科薹草屬下的一个种。

## 扩展阅读
- 維基物種上的相關：寶島宿柱薹